# Sierra Madre (Lied)
Sierra Madre ist ein Lied der modernen volkstümlichen Schlagermusik.

## Komposition, Text und Coverversionen
Der Schlagersänger und Komponist Ronny, bürgerlich Wolfgang Roloff, schrieb das Lied 1970 gemeinsam mit Hans Hee unter dem Titel Sierra Madre del sur und nahm es in seinem Tonstudio selbst auf. Der Titel wurde seinerzeit nur ein mäßiger Erfolg.
1987 veröffentlichten die Zillertaler Schürzenjäger Sierra Madre mit großem Erfolg als Neuaufnahme. Nachfolgend wurde das Lied auch von zahlreichen anderen Künstlern (zum Beispiel Kastelruther Spatzen, Heino, Tony Marshall, Marianne und Michael, Semino Rossi) aufgenommen.
Das Lied gehört heute zu den größten Erfolgen der deutschsprachigen Unterhaltungsmusik.

## Inhalt und Darbietung
Das Lied beschreibt in wenigen Worten die romantischen Aspekte des arbeitsreichen und ehrfürchtigen Lebens der Bergbauern. Bestehend aus 2 Strophen zu 4 Zeilen (Reimschema [aabb]) schildert  die erste Strophe Morgenstimmung, die zweite den Feierabend nach vollbrachten Tagwerk. Beide Zeiten haben ein „hinaufschau'n“ zu den Gipfeln und dem Himmel gemein (jeweils 2. Zeile). Damit sind klassische Versatzstücke des modernen Alpenmythos („sonnige Höh'n“, „brennendes Abendrot“/Alpenglühen) in ein Gebirge in Amerika verlegt – das Lied ist nach dem mexikanischen Gebirge Sierra Madre del Sur benannt. Dieses ist außer dem Titel- und Refrainbezug nur in einer Stereotype angedeutet („wo der weiße Kondor so einsam zieht“).
Sonst finden sich allgemeine Bezüge zu archaischem Brauchtum („Gruß an die Sonne“), Tradition („erklingt ihr altes Lied“), Religion („aus tausend Herzen erklingt es wie ein Gebet“ (Originaltext)) sowie ein Memento Mori („wie schnell ein Glück oft vergeht“). Dadurch steht der Refrain, der den Liedtitel mehrmals wiederholt, im Bezug zu einer Andacht, einem Hymnus. Als solche wird der Refrain in den Interpretationen auch intoniert, in den Live-Fassungen der Schürzenjäger wird er in einer mehrminütigen mantraartigen Wiederholung ausgeführt und teilweise nach oben oktaviert, was den feierlichen und erhabenen Charakter der Melodie verstärken soll.
Auch im Aufkommen des Lichtermeeres der späteren 1980er, bei dem das Publikum eigens für solche Rockhymnen Feuerzeuge, Wunderkerzen oder Ähnliches mitbringt und entzündet über den Köpfen schwenkt, lag der Erfolg der Schürzenjäger-Fassung mitbegründet. Das Lied ist ein wichtiger Beitrag zum beginnenden Alpenrock-Zweig des Austropop, des ersten als eigenständig österreichisch wahrgenommenen Musikgenres des 20. Jahrhunderts.
Auch in den Kapellen von zahlreichen Bierzelten auf dem Oktoberfest in München findet es seit vielen Jahren regen Anklang.
Anmerkungen:
1. ↑  Die Phrase findet sich auch in Bergsteigerliedern wie Bergvagabunden sind wir
2. ↑  wobei der Andenkondor in Mexiko nicht heimisch und der Kalifornienkondor nicht weiß ist
3. ↑  am  1993 in Wien von SOS Mitmensch veranstalteten Lichtermeer, dessen Benennung dazu in Bezug steht, haben auch die Schürzenjäger teilgenommen

## Publikationen
- Ronny: Kleine Annabell. Convoy 1993, 849 951-2; Seine größten Erfolge. Ariola Express 1997, 74321 50046 2

Mehr als 200 Coverversionen, darunter:
- Zillertaler Schürzenjäger:
  - Sierra Madre, Tyrolis 1987; 20 Jahre Zillertaler Schürzenjäger. Tyrolis 1994, 375 230; zahlreiche Kompilationen[4]
  - Live:[2] Zillertaler Schürzenjäger – Live. Tyrolis 1994, 350 400 (4:38); Rebellion in den Alpen – Live. Ariola 1994, 74321 19047 2 (5:40)
- Kastelruther Spatzen: Die schönsten Liebeslieder der Kastelruther Spatzen. Koch 1992, 322 896
- Heino: Nur Das Beste. BMG Ariola 2000; Ich sag Auf Wiedersehen. montana 2008; div. Kompilationen

## Preise
- Krone der Volksmusik 2000 und Lied des Jahrhunderts